# María Haydeé Flores Rivas
María Haydeé Flores Rivas (* im 20. Jahrhundert; † 2. Oktober 2010) war eine nicaraguanische Juristin und Hochschullehrerin.
Die promovierte Juristin war Richterin am Corte Suprema de Justicia (CSJ), dem obersten Gericht Nicaraguas. Als solche wurde sie 1988 gewählt und hatte dieses Amt bis Juni 1990 inne. Zudem lehrte sie an der Universidad Nacional Autónoma de Nicaragua (UNAN-Managua) in Managua.

## Auszeichnungen
- Orden Mariano Fiallos Gil des Consejo Nacional de Universidades[3]
- Ehrenmitglied des Amerikanischen Ausschusses für Agrarrecht (Comité Americano de Derecho Agrario)[4]

## Sonstiges
Das Buch "Leyes y Decretos 1997" der Brüder Julio Francisco und Theódulo Báez Cortés ist unter anderem der Rechtswissenschaftlerin Flores Rivas gewidmet.